# Arundinelleae
Arundinelleae, tribus trava u potporodici Panicoideae. Postoje dva priznata roda.

## Rodovi
1. Arundinella Raddi
2. Garnotia Brongn.